# Classe Portland
Classe Portland è un gruppo di incrociatori pesanti costruiti per l'United States Navy nei primi anni trenta. Complessivamente, ne furono costruiti due: il capoclasse Portland e l’Indianapolis. Il primo fu radiato nel 1946 e demolito alla fine degli anni cinquanta, mentre il secondo fu affondato da un sottomarino giapponese il 30 luglio 1945, dopo aver trasportato a Tinian parti critiche della bomba atomica che fu poi fatta esplodere su Hiroshima.

## Sviluppo
La costruzione di una nuova classe di incrociatori venne intrapresa per l'US Navy all'inizio degli anni trenta. Il progetto era ampiamente basato sugli immediatamente precedenti classe Northampton, che erano entrati in servizio tra il 1928 e il 1931. Il nuovo progetto prevedeva principalmente delle modifiche alle sovrastrutture e un potenziamento dell'armamento secondario imbarcato.

I piani originali prevedevano che i nuovi incrociatori avrebbero dovuto essere cinque, con gli hull classification symbol compresi tra CA-32 e CA-36. Tuttavia, il progetto delle unità successive (tra CA-37 e CA-41) era caratterizzato da caratteristiche talmente superiori da indurre i vertici della marina a “riordinare” queste navi secondo le nuove specifiche. Però, visto che la costruzione di due esemplari era stata affidata a costruttori privati, cambiare le specifiche sarebbe stato troppo costoso. Si decise così di ultimare questi due incrociatori secondo il progetto originale, e di completare le altre tre secondo il nuovo progetto (cosa che non comportava grosse spese). Queste due navi, Portland e Indianapolis, andarono a formare la classe Portland. Le restanti tre, con altre costruite successivamente, costituirono invece la classe New Orleans.

## Tecnica
I Portland erano sostanzialmente una versione migliorata dei Northampton. Dal punto di vista tecnico, differivano per le diverse sovrastrutture, le dimensioni (di pochi metri superiori), e il relativo incremento del dislocamento. Il sistema propulsivo era il medesimo, con un'autonomia di ben 10.000 miglia a 15 nodi.

L'armamento principale era costituito da nove cannoni da 203 mm in tre torri trinate, mentre quello secondario comprendeva 8 pezzi da 127 mm in torri binate (contro i quattro dei precedenti Northampton). La protezione antiaerea era assicurata da 32 cannoni da 40 mm lunghi 56 calibri e da 28 da 20 mm lunghi 70 calibri. Al contrario dei Northampton, non erano imbarcati tubi lanciasiluri. Per rispettare i limiti di peso imposti dal trattato navale di Washington, si decise di progettare e costruire le navi senza alcune delle corazzature che erano tipiche delle grandi unità da guerra, e di proteggere le sole parti vitali. Il risultato fu: navi più vulnerabili, ma dotate di una grande velocità.

## Servizio
I Portland entrarono in servizio tra il 1932 e il 1933. Entrambe le unità presero parte alla seconda guerra mondiale, nel fronte del Pacifico contro il Giappone.

L’Indianapolis venne affondato dal sommergibile nipponico I-58 poco dopo la mezzanotte del 30 luglio 1945, mentre era di ritorno dall'isola di Tinian, dove aveva consegnato parti critiche per l'assemblaggio del primo ordigno atomico della storia, che in seguito sarebbe esploso su Hiroshima. La maggior parte dell'equipaggio perse la vita per una combinazione letale di esposizione al sole, deidratazione e attacchi di squalo durante i quattro giorni di attesa dei soccorsi in mare aperto dopo l'affondamento.

Il Portland fu posto in riserva nel 1946. Nel 1952 si ipotizzò di sottoporre a opere di ammodernamento la nave, ma poi si rinunciò. Il 1º marzo 1959 il Portland fu definitivamente radiato, e successivamente demolito.